# Journée internationale du Novruz
La journée internationale du Novruz est une journée internationale qui se célèbre le 21 mars , de chaque année. Cette journée a été instituée par l'Assemblée générale des Nations unies en 2010. Le Novruz, Nowruz, Navruz, Nooruz, Nevruz ou Nauryz qui veut dire « le jour neuf » marque le premier jour du printemps, le jour de l'équinoxe. Il se situe le plus souvent aux alentours du 21 mars. Le Novruz est l'occasion pour des millions de ressortissants d'Asie occidentale, du Sud, du centre et d'autres régions du monde,,,de se rassembler afin de célébrer la nouvelle année et le premier jour du printemps. C'est une tradition qui existe depuis 3 000 ans. Si le Novruz est célébré comme une journée c'est parce qu'il joue un rôle important. Il contribue à resserrer les liens entre les peuples, sur la base du respect mutuel et des idéaux de paix et de bon voisinage. Les traditions et les rites du Novruz reflètent les coutumes culturelles des civilisations de l'Orient et de l'Occident ayant comme fondement l'échange des valeurs humaines,,,,,,,.
Depuis 2009, le Novruz est inscrit sur la Liste représentative du patrimoine culturel immatériel de l’humanité comme étant une tradition culturelle qu'observe de nombreux peuples du monde. En 2017, avant d'être remplacée par Audrey Azouley à la  tête de l'Unesco, Irina Bokova disait à propos de cette journée :« En ces temps où l’extrémisme violent cherche à détruire la diversité et les libertés, le Novruz nous rappelle le pouvoir qu’ont la culture et le patrimoine de nous aider à bâtir des sociétés résilientes et durables. ».